# Stylidium amabile
Stylidium amabile este o specie de plante dicotiledonate din genul Stylidium, familia Stylidiaceae, ordinul Asterales, descrisă de Wege și Amp; D.J.Coates. Conform Catalogue of Life specia Stylidium amabile nu are subspecii cunoscute.